# Primeiro-ministro do Canadá
O primeiro-ministro do Canadá é o principal Ministro da Coroa, líder do Gabinete administrativo e chefe do governo canadense, sendo sempre o líder do partido político com mais membros na Câmara dos Comuns do Canadá, e geralmente um membro da última. O primeiro-ministro canadense possui o direito de usar o título de O Muito Honorável (em inglês: The Right Honourable; em francês: Le Très Honorable). O atual primeiro-ministro do Canadá é Mark Carney, líder do Partido Liberal do Canadá.